# 姉、ちゃんとしようよっ!
『姉、ちゃんとしようよっ!』（ねえ ちゃんとしようよっ）は、きゃんでぃそふとより発売された18禁恋愛アドベンチャーゲーム作品およびそれを原作とした作品群。通称『姉しよ』。

## 概要
シナリオを担当したタカヒロが妹ゲーに比べて姉ゲーが出ない事を憂い、それを機に企画された。
姉萌えをテーマにしたゲームとしては大ヒットとなり、続編も発売されている。当初『1』は2003年（平成15年）7月に発売予定されていたが、実際の発売はそれより1か月前倒しになった。このため、偶然にも7月に発売された他の姉ゲーに先じることができ、結果的にヒットとともに姉ゲーのパイオニアとなった作品である。
同じくきゃんでぃそふとより発売された『つよきす』とは繋がりがあり、本作から一部の登場人物がゲスト出演している。また、TECH GIAN2006年（平成18年）2月号には両作品の登場人物達が競演するゲーム『姉しよVSつよきす』がおまけとして収録された。これは後に、ファンディスク『みにきす 〜つよきすファンディスク〜』にボイス付きで再録されている。

## 歴史
- 2003年（平成15年）
  - 6月27日 - パッケージ版『姉、ちゃんとしようよっ!』発売
  - 10月30日 - ファンブックを皮切りに書籍が発売され出す。
- 2004年（平成16年）6月25日 - パッケージ版『姉、ちゃんとしようよっ!2』発売
- 2005年（平成17年）
  - 2月24日 - DVDPG版『姉、ちゃんとしようよっ!』発売
  - 8月26日 - 『姉、ちゃんとしようよっ!2』のドラマCD発売。詳細は#ドラマCDを参照。
  - 11月25日 - OVA発売。詳細は#アダルトアニメを参照。
- 2007年（平成19年）11月29日 - DVDPG版『姉、ちゃんとしようよっ!2』発売
- 2009年（平成21年）8月7日 - 『姉、ちゃんとしようよっ!』ダウンロード販売開始

## ゲーム内容
本作は6人の義理の姉を持つ青年、柊空也を主人公にしたマルチエンディング方式のアドベンチャーゲームである。
空也は柊家で幼少時代を過ごした後に10年程親戚の家に預けられており、『1』のストーリーは柊家に帰ってくるところから始まる。
さらに『2』では前作の6人の姉に加えて親戚である犬神姉妹2人が登場し、合計8人の姉ヒロインに溺愛されるストーリーとなる。
作品舞台は架空の鎌倉で、『1』が2003年の7月、『2』が2004年に設定されている。

### 姉、ちゃんとしようよっ!
ゲーム期間は7月末から8月末まで。その日ごとに「場所移動」「鍛錬」「姉様に挑戦」の3つから1つコマンドを選ぶ。
「場所移動」を選択すると、さらにどの姉キャラクターのいる場所へ行くかを選ぶ。そうすると各姉とのイベントが発生し、何度もイベントを進めると各エンディングを迎える。
主人公には（性的な）熟練度が設定されている。「鍛錬」は自慰によって熟練度を上げるコマンドである。ちなみに熟練度は姉とのイベントでも上がる。
主人公は序盤で要芽にレイプされている。「姉様に挑戦」はその仕返しをするコマンドである。挑戦の成否は熟練度に左右され、どちらにしろエンディングを迎える。
その他、テキスト中の選択肢やランダムで起こるイベントがある。

### 姉、ちゃんとしようよっ!2
オーソドックスな恋愛アドベンチャーゲームである。選択肢によって各キャラクターの奉仕度 が上がり、奉仕度によってシナリオが分岐する。ただし、選択によっては奉仕度に関係しないサブキャラクターとのエンディングを迎える場合もある。

## 登場キャラクター
姉キャラの説明にある通称は、主人公がそのキャラを呼ぶ際の文句。
柊 空也（ひいらぎ くうや）
声：小池竹蔵（※ドラマCD・OVA1巻）→木島宇太（OVA2巻〜）
誕生日：5月5日
柊翔の養子。コメディ系主人公。
顔立ちが良いことから柊姉妹に甘やかされながら育ち、その後犬神家に10年間預けられていた。鎌倉に帰ってきてからは巴と一緒に家事をこなし、姉の世話もしているが、自分のことにはだらしない。沖縄時代には与那嶺 京（よなみね みやこ）という彼女がいたが、付き合っていた理由は、小さい頃から好きだった要芽に似ていたからというもので、結局「やはり要芽とは違う」というかなりわがままな理由で別れた。
幼児退行が得意で、姉の母性本能をくすぐることに長けている。童貞喪失の相手は帆波で、他の姉との性行為にもあまり抵抗はない。ウブそうなそぶりも見せるがかなりのスケベであり、姉達に搾り取られても短時間で回復できるだけの精力を持ち合わせている。高嶺には幼い頃からいじめられており、体力面で立場が逆転した現在でもトラウマとして残している。そのため、彼女に攻撃されると空也は反射的にヘタれてしまう。
自分の部屋の掛け軸や自分専用のエプロンには「空矢」と、『2』では「空谷」と表記されているが、これは瀬芦里が他の姉達の弟「空也」ではなく、自分だけの弟「クーヤ」になってほしいという願いからわざと誤字したもの。瀬芦里からの愛称は「クーヤ」。

### 柊姉妹
『1』から登場する空也の姉達。タカヒロによると姉達に囲まれているというイメージを出しつつ、個々の描写が薄まらない人数が6人であり、6という数に合わせて各キャラクターの個性は割り振れている。
柊 雛乃（ひいらぎ ひなの）
声：木葉楓
誕生日：3月3日 身長：148cm 3サイズ：B75/W50/H74 血液型：O型
通称「姉さん」。柊家の長女。口癖は「で、あるな」「飴をやろう!」。瀬芦里からの愛称は「ひなのん」。
子供のような外見だが、長女らしく柊姉妹のまとめ役で、やんちゃな妹弟たちを寛容に見守る「みんなのお姉さん」。妹弟が良いことを行うと褒美に雛印の飴を渡す。また、彼女の心境に合わせて文字が変わる扇子を持っている。
時代劇が好きで、口調も古風かつ尊大。和服を着ていることが多い。彼女の台詞は「ムード」を「むーど」のようにカタカナで表示されるものがひらがなで表示される。誰かの名前を呼ぶ際も「要芽」は「かなめ」のように、ひらがなで表示される。身長や外見がコンプレックスで、子ども扱いされると独裁者のような言葉を呟きながらいじけてしまう。
幼い頃に病気を患い寝たきりの生活が続いた が、闘病生活を経て完治。闘病中に何度も生死の境をさまよったお陰で霊や妖怪の類との意思疎通が可能。鎌倉ではその能力を活かして除霊の仕事もしており、地元住民（特に年配者）からは崇拝の対象にもなっている。ついでにマルも拾った。『2』では、近所の神社で巫女のアルバイトも行っており、雛乃シナリオでは一時的だが「本来のスタイル」に戻った。
姉妹の中では巴と最も相性が良い。『1』企画当初の予定ではシナリオ中で死ぬ隠し攻略ヒロインであったため、その影響からイベントCGが少ない
柊 要芽（ひいらぎ かなめ）
声：北都南
誕生日：12月24日 身長：172cm 3サイズ：B88/W58/H87 血液型：A型
通称「お姉様」。柊家の次女にして空也の初恋の相手。20代半ば。「柊法律事務所」所長で世間では「氷の弁護士」という異名を轟かせている。口癖は「黙れよ」「ふふ…」。瀬芦里からの愛称は「要芽姉」。
柊家の家計は要芽の稼ぎで支えられている。家族を大事にしているが、他人には冷たい。幼い頃は優しい性格だったが、尊敬していた母の凛、大事に育てていた空也、代わりに飼った犬や恋人を失った 反動から、別人のようにキツい性格になった。
完璧なように振舞っているが、意外と隙が多く子供っぽいところもある。好物はミントアイス。ペンギンが大好きで、虫は大嫌い。寝就きが良い反面、寝起きがもの凄く悪い。事務所ではコーヒーをよく飲んでいるが、本人は味の違いは理解できていない。趣味はドライブで、『1』の立ち絵によると左ハンドルの輸入車（もしくは逆輸入車）をしばしば運転している。
若い子をレイプする癖があり、『1』では10年ぶりに帰ってきた空也に自分のことを「お姉様」と呼ばせるほど痛めつける。エンディングによっては主人公の股間に釘を打つことで有名。『1』では、隠しヒロインのような存在で、最初に要芽以外の姉妹を攻略しないと要芽ルートに行けず、出番もやや少なかった。しかし、『2』では初期状態から攻略できるようになり、出番も『1』に比べて増えている。また、『2』では空也に対する態度も『1』ほどキツくなくなっている。普段は忙しいのであまりやらないが家事は出来る。
瀬芦里とウマが合う。『2』で隣に引っ越してきた犬神姉妹の帆波とはすぐ喧嘩をする。
柊 瀬芦里（ひいらぎ せろり）
声：AYA
誕生日：1月1日 身長：168cm 3サイズ：B93/W60/H89 血液型：B型
通称「ねぇねぇ」。柊家の三女。天真爛漫で自由奔放な柊家一のトラブルメーカー。口癖は「にゃっ!」「ふぎゃー!」など。
金髪のポニーテール。雛乃を「ひなのん」、巴を「もえ」など、柊の姉妹達を親しい友達のような独特の愛称で呼ぶ。その一方で、他の姉妹とは母親が違う腹違いの姉妹であるということにコンプレックスを抱えており、父親「翔」とはあまり仲がよくない。本当の母親は北欧女性で、瀬芦里は幼いときに荷物一つで父親のいる柊家に送りつけられてきた。本名はセロリーヌ・アンフェルトだが、日本に住むにあたり、今の名前に改めた。母親に関しては今更知ろうとも思っていないが、時々海を見に行く際に北欧の方向を見ては寂しげな表情をする事がある。
北欧ハーフのため、抜群のプロポーションを誇り、雑誌のモデルをしていたこともある。ノーヘルでラスカルに乗り高速道路を突っ走ったり、家々の上を屋根伝いに駆けて長距離を移動する程、人間離れした運動能力を持っている。普段の愛車は白の薄汚れた旧型のバイク。
柊家の家計が要芽の稼ぎに頼り切っていることを気にしており、お金儲けの話を聞いてきては皆を巻き込む。
幼い頃から空也のことが好きで独占欲も強い。ただ、その割に空也を扱き使ったり、空也の部屋を占領して住み着いたりと、恋愛の仕方についてもかなり自由奔放である。
邪険にせずに付き合ってくれる巴に懐いている。
家の中で暑いときは、すぐに服を脱いで全裸になることが多い。空也曰く、笑顔が一番似合う人物。猫との意思疎通が可能で、立ち絵もたまに猫耳になる。
柊 巴（ひいらぎ ともえ）
声：マルコ
誕生日：6月6日 身長：180cm 3サイズ：B89/W62/H88 血液型：A型
通称「ともねえ」。柊家の四女。大学生・考古学専攻。口癖は「あぅ…」。瀬芦里からの愛称は「モエ」。ちなみに『1』では「巴姉」、『2』では「ともねえ」と表示される。
名前が巴なのは生まれた当時は三女だったため。身長は柊家で最も高い。見た目はヤンキーのように見えるが、照れ屋の優しい人物である。趣味はガーデニングで、柊家の家事全般を担当している。喧嘩や争いを好まず「みんな仲良く」が彼女の理想。しかし、父親の翔が「柊姉妹はまだ彼氏がいない」と発言した際、他の姉妹と共に翔をボコボコにするなど柊の人間らしい面もある。
ぬいぐるみが大好きで、UFOキャッチャーでかなりの数を捕えている。その結果、部屋には数え切れないほどの人形が置いてあり全てに名前をつけている。絵も漫画家レベルに上手く、スケッチブックには魔法少女になったときの巴とやけに凛々しくなったマルが描かれていた。大型自動二輪免許を取得しておりレーサーレプリカを所有、「ラスカル」と名前を付けている。
顔もスタイルも良いが、本人は巨乳・高身長であることにコンプレックスを感じている。また、胸が大きいことについてよく高嶺や雛乃に突っかかれる。
見た目に反して面倒見がよいので同性からモテる。『2』では歩笑と仲良くなっている。買出しなどでも商店街によく出かけるため、商店街の人々の間で人気者になっている。
家の倉庫から見つけた指輪の力によりジガという姿に纏身（てんしん）することが出来、クロウという怪物と戦っている。
公式ページの人気投票で3連続1位を果たした最も人気のあるキャラである。
柊 高嶺（ひいらぎ たかね）
声：芹園みや
誕生日：2月14日 身長：159cm 3サイズ：B80/W54/H82 血液型：O型
通称「姉貴」。柊家の五女。ツインテールが特徴で、海にいつもバカにされている。怒りっぽいツンデレ。口癖は「この、イカ!」「ぬぅぅぅ」など。瀬芦里からの愛称は「タカ」。
要芽と同じお嬢様学校の出で、大学では心理学を専攻している。身内以外の前に立つと「外交モード」になり、礼儀正しくおとなしい性格に変わる。要芽に憧れており、大人の女を目指している。彼女の髪を結んでいるリボンは母親の形見で、今では高嶺の宝物。
貧乳なのがコンプレックス。ヤキソバが好きで、ヤキソバのウェブサイトを自分で持っている。ピアノが得意だが、好きな男の前でしか弾かない。
空也へのいじめを幼い頃から日常的に行い、空也のことを「イカ」と呼ぶ。空也だけではなく、巴のことも扱き使っているが、それらは愛情の裏返しで、本当は2人とも大好きである。『2』では歩笑と巴が仲良くなったためショックを受けている。空也が悩んでいるときなどは、ぎこちないながらも彼女なりの表現でそれなりに励ましてくれる。
柊家の中では最も頭脳が良いと言われているが、柔軟な思考ができないため能力を発揮しきれていない。そのため「頭はいいのだけれど、バカなのが欠点」と評される。それのせいもあって、海や瀬芦里にちょこちょこからかわれたりしている。また、運動神経が極端に悪く、水泳をはじめ運動全般が苦手。
柊 海（ひいらぎ うみ）
声：内村みるく（ゲーム、ドラマCD、OVA1、2巻）・みる（OVA3巻〜）
誕生日：5月5日 身長：165cm 3サイズ：B86/W57/H89 血液型：AB型
通称「お姉ちゃん」。柊家の末娘。空也と同じ日に生まれたが、自分の方が数時間早く生まれたという理由で空也を弟扱いしている。口癖は「しぼむ〜〜〜」「お姉ちゃんに任せて!」。瀬芦里からの愛称は「うみゃ」。
三つ編みにメガネが特徴。いわゆるダダ甘お姉ちゃんで、柊家の中で最も空也を溺愛している。空也に自分の名前を呼ばれると瞬時に空也の元へ駆けつけ、駆けつけた後も的確な処置を行って空也を助けていく。性的に昂奮してくると「盛り上がってきちゃった」と空也を誘う。
空也以外の前ではクレバーで平気で毒も吐くため、柊姉妹の間でも一目置かれている。空也をいじめる高嶺に対しては、からかったりいじめたりしているが、嫌ってはいない。なお、空也を溺愛している理由は弟としての空也を好きという理由もあるが、死んだ母親の凛に空也の世話を頼まれたという理由もある。
よく自分で作詞した意味不明ソングを歌いながら現れる。パソコンや機械関係に詳しく、自分のホームページを持ったり、自分でメカを作ったりしている。部屋も姉妹中一番個性的な部屋で、パソコンが数台に世界規模の証券取引用の大型ディスプレイをはじめ、工事現場用のポールや、視力検査用のポスター、鹿の壁掛けまでと支離滅裂にある。家事などはド下手で、特に料理は他人を殺せるほどの腕前。『2』では三つ編みを解いた髪型もあり、その姿は別人のような美少女。

### 犬神姉妹
『2』から登場する姉達。父親のマスター若葉の都合で鎌倉に越してきた。
犬神 帆波（いぬがみ ほなみ）
声：長崎みなみ（ゲーム）/一色ヒカル（ドラマCD）
誕生日：7月7日 身長：165cm 3サイズ：B94/W62/H92 血液型：O型
通称「ねぇや」。犬神家の長女にして空也の初体験の相手。口癖は「チャオ」。
作中ヒロイン最大のスリーサイズを誇るむっちりボディ。要芽のライバルとして設定されているキャラクターであるため、性格は対照的にネアカ。容姿の良さから女優をしているが、鎌倉に引っ越してからまともに仕事をしていない。芸名は「犬上保奈美」。
自堕落でだらしない生活を送っており、部屋の片付けさえもできない。そのため、いつも歩笑や空也に片付けてもらっている。また、オンラインゲーム好き。お金もすぐ遊びに使ってしまうため、財布のひもは歩笑に握られている。特技は声帯模写と変装で、その技術は声や体型の違う他人にそっくりそのまま化けられるレベル。
体重を気にしているという設定があり、実際に太ってはいないがダイエットに気を使っている。また、寂しがり屋な面があり、寂しくなると「みー、みー」と鳴いて主張する。これらに関連して度が過ぎた接し方を空也がすると必殺のヒッププレスが炸裂する。
タカヒロ曰く、帆波という名前には南国的なイメージと柊家に波風を立てるという意味が込められている。要芽とは初対面のときから口論をする仲で、その後も頻繁に口論をしているが、帆波本人は要芽がけしかけなければ仲良くしたいとも思っている。
犬神 歩笑（いぬがみ ぽえむ）
声：海原エレナ
誕生日：8月8日 身長：155cm 3サイズ：B72/W50/H73 血液型：A型
通称「ねーたん」。犬神家の次女。高嶺と同い年。口癖は「くすり」。
つるぺた の1人。帆波とは対照的にスリーサイズは作中最小の努力家。ゴスロリ衣装を身に着けており、必要最低限のこと以外はあまりしゃべらない。無口だがたまに毒も吐く。しかし、基本的には献身的で気丈。
人見知りが激しく男性恐怖症気味であり、時々壁などに隠れることもある。空也に関しては「クー君」と呼ぶなど溺愛しており、自分で作った空也の人形を持っている。しかし、甘やかすだけではなく、姉の帆波も含めて姉弟の面倒はしっかりと見ている。
柊姉妹の中では巴と意気投合しており、恋人同士になっているのではないかという疑惑も出るほどの仲。海とは、お互いの正体は知らないもののちょこちょこ情報交換をしている。要芽とはネクラ同士のためウマが合わない。
超のつく辛党であり、カキ氷などにも唐辛子をかけて食べる。どんなに食べても太らない体質。
普段は恋愛小説家として活動しており、ペンネームは犬神詩子（いぬがみしいこ）。高嶺が知らずに小説のファンになるほどの知名度はある。
過去の溺れた経験から海水が苦手で、泳ぐことが出来ない。占いが得意でよく当たる。
ゲーム中の名前欄では「ぽえむ」と平仮名で名前が表示される。

### サブキャラクター
秋山 衣瑠香（あきやま いるか）
声：木葉楓
『1』から登場。要芽が率いる「柊法律事務所」で助手を勤めている。2月2日生まれ。
最初は謙虚だが慣れてくると調子に乗る性格。元々はファッションデザイナーを目指して東北の田舎から上京してきたのだが、上京初日で要芽に拾われ、そのまま要芽なしでは生きていけない体にされた。
要芽のことを「お姉様」と呼び、毎日仕事に励んでいるが、ミスも多くその度は要芽にお仕置きを食らっている。やたらと不幸に巻き込まれやすいドジっ娘だが、要芽もそこが気に入っている。
家族思いで、何かあるたびに弟の健太に電話をしたり、お土産を送ったりしている。
『2』のチュートリアルでは透子と共に説明を行っているが、最後には透子にボコボコにされて終わるというパターンが多い。また、『2』では攻略可能。
柊 翔（ひいらぎ しょう）
『2』から登場。柊家の父にして会社の社長。4月1日生まれ。家族の誰もが認めるスケベだが、頭が良く格闘ができるほどの肉体を持つ。娘達には甘く空也に対しては厳しいが、彼にはいつか自分の会社を継いで欲しいと思っている。最近要芽が母親に似てきたため、要芽のことを娘ではなく女として見ることがあり、たまに口説いているようなそぶりを見せる。女関係はだらしなく、あちこちに手を出しまくっている。
月白 透子（つきしろ とうこ）
声：内村みるく
『1』から登場。海の学校の担任教師。11月23日生まれ。誰にでも優しく、生徒からの人気が高い。色気があり、気に入った男性がいるとすぐに誘惑する。透子曰く「男は顔」。
巴と同様に指輪の戦士であり、『1』の巴ルートではライバルキャラクターの役割を担っている。『2』ではいるかとチュートリアルの説明を行う。当初の予定では『2』でルートがあったが、容量の関係でなくなった。出番の少なさはチュートリアルでもネタにされている。
団 長（だん おさむ）
『2』から（『1』では立ち絵なしで回想に）登場。9月9日生まれ。腕には蛇の刺青をしている。空也の沖縄での友達であり、やはりスケベ。友達から「だんちょう」と呼ばれている。見た目はワイルドであるが、彼女ができたことはない。包茎が悩みで、「むける」「むく」などの単語を聞くと無条件で、「何だと! 俺はムケている!」などと反応してしまう。一般常識はわきまえており、人の事情に深入りしないようにしている。巨乳好き。
摩周 慶一郎（ましゅう けいいちろう）
『1』から登場。「柊法律事務所」の助手兼ボディーガード。4月1日生まれ。摩周財閥の御曹司で、エリートコースを歩み続けている途中要芽に一目ぼれをし、以後彼女の下で働くことを決意する。ただし一目ぼれといっても恋愛ではなく崇拝の対象としてであり、本人の完璧に紳士な性格も合わせて、よこしまな気持ちを抱くことはない。拳法をたしなんでおり、多数かかってきても一掃するほどの腕前。彼が常に胸ポケットに刺しているバラの花は大学時代に要芽からもらったもので、「一生の宝物」として永遠に朽ちらない様コーティングしている。作中の男キャラ内では最も喧嘩の強い人物。要芽と出会うまでは家柄や財力に溺れ他人を見下し、思い通りいかないことは権力と暴力で解決するなど人の道を外れていたらしいが要芽と出会った以降は改心して今の人格になったことが本人の口から語られている。
壬生 誠（みぶ まこと）
声：浅野要二（OVA4巻）
『1』から登場。空也の実の父親。海洋学者。6月6日生まれ。『1』では高嶺に惚れられていたが、『2』では壬生の正体もバレているため、完全にお客という感じになっている。翔と同じく、かなり女にだらしないがアナル好きのため空也以外に子はいない。武術をたしなんでおり、強い。
マル
声：倉田まりや（ドラマCD、OVA）
『1』から登場。このゲームのマスコットキャラクター的存在。元々はイヅナと呼ばれる霊格の高い獣であったが、雛乃に拾われ柊家にずっと居座っているうちに完全に野生としての誇りを忘れ、下着ドロを行ったり、セクハラを行ったりと、単なるスケベな生き物となってしまった。一見可愛い外見をしているが、男に対しては冷たく、攻撃的。電撃を放つことが出来、柊家では電力代わりに使われることもある。ただ、それでも雛乃に対してはとても感謝しており、雛乃の命令には忠実に従っている。鳴き声は「ギュ!!」だが、テキスト上はその後に訳が付く。
柊 凛（ひいらぎ りん）
声：北都南
柊家の母親。温和な性格。ゲーム中の話より昔に病気で亡くなっている。昔は弁護士をしており、優秀で主に弱者の側に就いて弁護をし、助けられた人達が今でも恩義を感じているほど人徳があった。要芽が弁護士になったも母に憧れたため。『2』では回想に少しでてくるが、その姿は要芽にそっくりである。学生時代はツインテールだったらしくそのときに使用したものが高嶺のリボン。
与那嶺 京（よなみね みやこ）
声：海原エレナ
空也が沖縄に居た頃の彼女。見た目が要芽に似ている。団長と仲間になる際に腕に蛇の刺青を彫った。小説の番外編『2』『3』に登場。勉強もスポーツも優秀で委員長気質。なお、はっきりと登場したのは『2』の回想シーンで、立ち絵がない声のみの出演だった。因みに『1』では空也の熟練度が初期状態から10あるが、それは帆波との初体験の他に、京との経験があるからである。

## 用語
本作の企画はインターハートのサブブランド、ぷちDEVILより発売された淫美ノ魔刻の戦闘パートを流用して新しいゲームソフトを作れないかという話からスタートしていたため、その名残として姉萌えとは全く関係のない設定も存在する。
クロウ
人間とは異なる知的生命体。ある程度の人語を喋り、鎌倉にすむ人間を襲う。鴉のような黒い翼を持つためにクロウと呼ばれる。その正体は産土神と人の間に生まれた一族の末裔が、人間への憎悪から異形化した姿である。設定では人間に化けるものもいるらしいが作中では未登場。
退魔の指輪
異形の化物を退治するために人間を異形化させる指輪。ジガ、イド、エゴの3つがあり付けた人間を指輪の戦士へと纏身させる。一度指輪をつけると持ち主が死ぬまで外れない。
添い寝システム
主人公とヒロインが添い寝するイベントのこと。
ラスカル
巴の乗る大型自動二輪。最初は黄色いカラーリングだったが瀬芦里に一夜で黒くされた。
巴が搭乗した状態でジガに纏身すると「ラスカライザー」へと進化し、時速300kmまで加速する設定があるがゲーム上では未登場。

## スタッフ
- 原画：最神扇道
- シナリオ：タカヒロ
- CGチーフ：MA-KUN
- プログラム：eivon
- 音楽（2）：I've
- OP（2）：ねぇ、…しようよ!
  - 作詞：KOTOKO / 作曲：中沢伴行 / 歌：KOTOKO

## 書籍
ノベライズ
全て18禁作品。
- パラダイム発行
  - 姉、ちゃんとしようよっ!上巻 立志編 著・高橋恒星 ISBN 4-89490-705-4
  - 姉、ちゃんとしようよっ!下巻 奮闘編 著・高橋恒星 ISBN 4-89490-713-5
  - 姉、ちゃんとしようよっ!2上巻 帰還編 著・布施はるか ISBN 4-89490-730-5
  - 姉、ちゃんとしようよっ!2下巻 野望編 著・布施はるか ISBN 4-89490-738-0

- ソフトガレージ（ソフガレノベルズ）発行
  - 姉、ちゃんとしようよっ!2番外編 夢みるクリスマス 佐々宮ちるだ ISBN 4-86133-031-9
  - 姉、ちゃんとしようよっ!2番外編2 嵐を呼ぶバレンタイン 佐々宮ちるだ ISBN 4-86133-038-6
  - 姉、ちゃんとしようよっ!2番外編3 空也の恋のぼり 佐々宮ちるだ ISBN 4-86133-046-7
  - 姉、ちゃんとしようよっ!2番外編4 小さなお客様 佐々宮ちるだ ISBN 4-86133-062-9

ファンブック
- MCプレス
  - 姉、ちゃんとしようよっ! 公式ファンブック 愛と罵倒の日々 ISBN 4-901972-05-7

- 宙出版
  - 姉、ちゃんとしようよっ!2 オフィシャルファンブック ISBN 4-7767-9050-5

アンソロジーコミック
- P-mate Comics（宙出版）（成年コミック）
  - 姉、ちゃんとしようよっ!2 ISBN 4-7767-9074-2

## ドラマCD
- ソフトガレージより発売
  - 姉、ちゃんとしようよっ!2 ドラマCD Vol.1（2005年（平成17年）8月26日発売）
  - 姉、ちゃんとしようよっ!2 ドラマCD Vol.2（2006年（平成18年）2月24日発売）
  - 姉、ちゃんとしようよっ!2 ドラマCD Vol.3（2006年（平成18年）7月28日発売）

## アダルトアニメ
2005年（平成17年）から、ディースリー（メディアバンク）傘下のWhite Bearレーベルで本作を原作としたアダルトアニメがDVDで発売された。当初は第2巻までと見られていたが、2007年（平成19年）1月からは6姉妹の1人と空也との関係が主題となった第3巻〜第5巻が発売された。その後、全5巻を再編集して1本にまとめた総集編と、全5巻をノーカット収録したBlu-ray Disc完全版も発売されたが、後者はモザイク処理が見直されて単巻発売分や総集編より細かい粒子となっている。

### アニメスタッフ
- 原作 - きゃんでぃそふと
- 監督 - 金澤勝眞
- キャラクターデザイン・総作画監督 - 飯島弘也
- 美術監督 - 一二三
- 色彩設定 - 大嶋三香子
- 撮影監督 - 山田和弘、狭山さとし
- 音響監督 - 中川達人
- プロデューサー - Show隈部
- アニメーション制作 - スタジオ9MAiami
- 製作 - ディースリー

### 各巻リスト
| 巻数   | サブタイトル                 | 脚本     | 絵コンテ     | 演出                  | 作画監督          | 発売日         |
| ------ | ---------------------------- | -------- | ------------ | --------------------- | ----------------- | -------------- |
| 1      | 空也故郷に帰るの巻           | 金澤勝眞 | 山南京       | 三谷四丁目            | 牛島勇二          | 2005年11月25日 |
| 2      | 姉ちゃんよ永遠にの巻         | 金澤勝眞 | 牧野行洋     | 中川聡                | 牧野行洋          | 2006年4月21日  |
| 3      | 柊家の秘密の巻               | 金澤勝眞 | 金澤勝眞     | 結城シン十郎          | 大飛龍狂一        | 2007年1月26日  |
| 4      | 愛と罵倒の日々の巻           | 伊刈真刀 | 結城シン十郎 | 近藤隆史              | 飯野利明          | 2007年5月25日  |
| 5      | 姉ちゃんにうんと甘えてねの巻 | 金澤勝眞 | 牧野行洋     | 中川聡 わたせとしひろ | 吉田秀之 山本道隆 | 2007年7月27日  |
| 総集編 | Special Edition              | 金澤勝眞 | 牧野行洋     | -                     | 吉田秀之 山本道隆 | 2008年7月4日   |
| 完全版 | リニューアルモザイク         | -        | -            | -                     | -                 | 2009年6月26日  |